# 别役实
别役实（日语：／ Betsuyaku Minoru */?，1937年4月6日—2020年3月3日），日本剧作家，儿童文学作家。是日本荒诞派戏剧奠基人。

## 生平
1937年生于满州国新京特別市（现长春市）。幼年丧父。1946年与母亲坐船回到日本，在九州的佐世保市短暂居住，之后相继在高知县、清水市和長野市的亲戚家居住。1957年入早稻田大学政经经济学部政治学专业，与铃木忠志结识为朋友，参加早稻田自由舞台剧团，参加学生运动。1960年因经济原因退学，在东京土木建筑工会港湾支部工作。
1961年开始写作《A和B与一个女人》等剧本。1966年与铃木忠志、小野硕等同学共同创建自由舞台剧团（后来的早稻田小剧场）。1968年，剧本《卖火柴的小女孩》《有红色小鸟的风景》获岸田戏曲奖。1971年《爱丽丝梦游仙境》获纪伊国屋戏剧奖。1972年《弱小者的叛乱》获艺术节文部大臣新人戏剧奖。1990年代参与成立日本剧作家协会。1998年至2002年担任日本剧作家协会会长。2003年至2009年任兵库县立短笛剧团代表。2008年获朝日獎。
2013年当选日本艺术院会员。2020年3月3日凌晨0时12分因肺炎在东京都逝世，享年82岁。

## 贡献
别役实的早期戏剧作品受卡夫卡、贝克特和尤内斯库等作家的影响，并将这种荒诞派戏剧风格带入当代日本，被誉为日本荒诞派戏剧奠基人。他的作品极度荒谬却异常真实，无形之中揭露社会黑暗现实。代表作《有红色小鸟的风景》《我是阿里斯》《黄色的星期天》《正午的传说》《有死尸的风景》《飞呀、飞呀！蜗牛》《妈妈、妈妈、妈妈！》《有气氛的尸体》《会议》《星星的时间》《可以睡觉》等。